# Leys School
Pour les articles homonymes, voir Leys.
The Leys School est une école indépendante de prestige, située dans la ville de Cambridge en Angleterre. Elle forme chaque année, sur des critères très sélectifs, environ 550 élèves âgés de 11 à 18 ans. 

## Personnalités formées à la Leys School
- George Tupou V
- Francis Arthur Bainbridge,
- Donald Winnicott,
- Donald Bailey,
- Neville Robinson,
- Sir Andrew Wiles,
- Malcolm Lowry.
- Christopher Hitchens
- George Chubb, 3e baron Hayter
- Robert Mair